# Tiergottesdienst
Ein Tiergottesdienst (auch: Tiersegnung) ist eine auf Tiere ausgerichtete religiöse Handlung. Tiersegnungen und -gottesdienste sind ein Bestandteil der römisch-katholischen Tradition.
Tiergottesdienste und Tiersegnungen sind keineswegs ungewöhnlich oder auf einzelne kleine Orte beschränkt. So organisieren der italienische Tierzüchterverband AIA und der Landwirtschaftsverband Coldiretti Jahr für Jahr auf dem Petersplatz in Rom eine solche Aktion und mobilisieren Züchter aus ganz Italien, unter anderem solche, die seltene Tierarten vor dem Aussterben bewahren wollen. Ende November 2023 nahmen Landwirte und Landwirtinnen an einem Morgen an einer eigens für sie im Petersdom zelebrierten Messe zu Ehren des heiligen Antonius des Großen, des Schutzpatrons der Bauern und Nutztiere, teil. Danach segnete Kardinal Mauro Gambetti wie auch im Vorjahr die Tiere.
Ein beliebter Tag für die Segnung von Tieren aller Art ist der 4. Oktober, Welttierschutztag und Gedenktag des hl. Franz von Assisi, den Papst Johannes Paul II. 1980 zum Patron des Umweltschutzes und der Ökologie erklärte. Dompfarrer Peter Allmaier (* 20. Juni 1964) in Klagenfurt sagte, dass Franz von Assisi Tiere segnete, die ihm begegneten, weil er sie als seine Geschwister vor Gott verstanden habe.
Zur gelegentlichen Kritik an Tiersegnungen, dass Tiere nicht verstünden, worum es geht, sagt Fredi Böni, Pfarrer von St. Gallus in Zürich-Schwamendingen: „Wir alle haben viele Rituale im Alltag, oft auch nicht religiöse. Sie bestärken uns in dem, was uns wichtig und lieb ist. Bei der Tiersegnung drücken wir dies als Christen mit einem Segen aus. Das ist kein Hokuspokus, vielmehr die Überzeugung, dass auch die Tiere Gottes Schutz erfahren dürfen und sollen.“